# Ágnes Borka
Ágnes Borka, già coniugata Gellérné (19 giugno 1959), è un'ex cestista ungherese.
È stata la moglie di Sándor Gellér.

## Carriera
Con l'Ungheria ha disputato i Campionati mondiali del 1986 e cinque edizioni dei Campionati europei (1976, 1981, 1983, 1985, 1987).